# Suore della Presentazione della Beata Vergine Maria (San Francisco)
Le Suore della Presentazione della Beata Vergine Maria (in inglese Sisters of the Presentation of the Blessed Virgin Mary; sigla P.B.V.M.) sono un istituto religioso femminile di diritto pontificio.

## Storia
Le origini della congregazione si ricollegano a quelle delle suore della Presentazione fondate nel 1775 in Irlanda da Nano Nagle.
Nel 1854 una comunità di cinque religiose della Presentazione, proveniente dai conventi irlandesi di Midleton e Kilkenny e guidata da madre Giuseppa Cronin, si stabilì a San Francisco su invito dell'arcivescovo José Sadoc Alemany y Conill.
Altre case furono aperte sempre a San Francisco nel 1868, a Berkeley nel 1878 e a Sonoma nel 1883; nel 1879 fu aperto anche un noviziato in Irlanda.
Accogliendo la richiesta dell'arcivescovo Patrick William Riordan, il 18 novembre 1888 autorizzò l'unione delle quattro case di suore della Presentazione presenti nell'arcidiocesi di San Francisco in una congregazione centralizzata. Le costituzioni dell'istituto furono approvate dalla Santa Sede il 12 luglio 1890.
Il terremoto del 1906 distrusse le due case della congregazione a San Francisco, ma i conventi furono presto ricostruiti e nel 1907 ripresero le fondazioni.

## Attività e diffusione
Le suore si dedicano all'istruzione e all'educazione cristiana della gioventù.
Oltre che negli Stati Uniti d'America, sono presenti in Guatemala; la sede generalizia è a San Francisco.
Alla fine del 2015 l'istituto contava 72 religiose in 28 case.